# Torre de Llebeig
Der Torre de Llebeig ist ein Wachturm aus dem späten 16. Jahrhundert auf der zur Gemeinde Andratx gehörenden Baleareninsel Sa Dragonera.

## Geschichte
Im 16. Jahrhundert wurde damit begonnen, die Küste Mallorcas durch Wehrtürme gegen Angriffe von See zu schützen. Auf der westlich vorgelagerten Insel Sa Dragonera wurde 1580 der Wachturm Talaia de na Guinavera errichtet. Trotz seiner exponierten Lage auf dem 353 m hohen Puig de na Pòpia besaß er eine Schwachstelle: Von ihm konnte man die für eine Bootsanlandung geeignete Cala de Llebeig im Südosten Sa Dragoneras nicht einsehen. Zur Absicherung wurde deshalb 1585 der Torre de Llebeig gebaut. Bei einem Piratenangriff im Jahr 1685 hielt der Turm stand, das außerhalb befindliche Zisternensystem wurde aber zerstört.
Nachdem der Turm seine militärische Bedeutung im 19. Jahrhundert verloren hatte, verfiel er, wurde aber im Jahr 2004 für 62.000 € rekonstruiert. Allein die Kosten für den Transport des Baumaterials auf dem See- und Luftweg betrugen 14.500 €. Auf der Grundlage historischer Baupläne wurde ein Loch in der Außenwand geschlossen, das Dach erneuert und die Treppen und Türen im Inneren wiederhergestellt. Die damalige Präsidentin des Inselrats von Mallorca, Maria Antònia Munar i Riutort, überzeugte sich persönlich vom Fortschritt der Bauarbeiten.

## Beschreibung
Der Turm steht auf einer 60 m hohen Klippe über der Cala de Llebeig in Sichtweite des 7 Kilometer entfernten Torre de la Mola bei Port d’Andratx. Der zylindrische Turm mit kreisförmigem Grundriss besitzt einen Außendurchmesser von 7 Metern und eine Höhe von mehr als 9 Metern. Er ist großfugig aus Bruchsteinen gemauert und verputzt. Im Inneren befinden sich zwei übereinander liegende Räume. Der rechteckige Eingang, der heutzutage über eine Eisenleiter erreicht wird, führt in sechs Meter Höhe in den oberen der beiden. Darüber befinden sich die Reste eines Maschikuli. Der Raum besitzt auf seiner Landseite drei kleine Fenster. Über eine Leiter und eine steinerne Treppe erreicht man die Dachplattform, auf der eine Kanone mit Lafette steht. Neben dem Turm gibt es ein Regenwassersammelsystem aus mehreren in den Boden eingelassenen und mit Rohren verbundenen Keramikbecken.
Seit 1949 steht der Torre de Llebeig unter Denkmalschutz. Er ist in der spanischen Datenbank für Kulturgüter (Bienes de Interés Cultural) unter der Nummer RI-51-0008335 registriert.

## Quelle
- Torre de defensa de Llebeig (PDF; 3,84 MB). Datenblatt AM161 im Katalog des historischen Erbes von Andratx (katalanisch).